# Маника (певица)
Маника Грейс Уорд (англ. Manika  Grace Ward), более известная под мононимом Маника (англ. Manika) (/məˈniːkə/) — американская певица.

## Ранняя жизнь
Маника родилась в Лас-Вегасе, в семье Уоллиса и Грейс Уорд в 1993 году. В интервью 2011 года журналу Las Vegas Review-Journal она сказала что она «наполовину филиппинка, наполовину японка, китаянка, малайзийка и испанка».
В детстве обучалась играть на фортепиано и гитаре. В возрасте пятнадцати лет она выпустила книгу «The Exciting Adventures of Boo», пожертвовав доходы с продаж Американскому обществу защиты животных.
Маника закончила Хендерсонскую международную школу, став выпускницей с лучшими оценками в своём классе. В шестнадцать лет состоялся её переезд в Лос-Анджелес, где она продолжила свою музыкальную карьеру.

## Музыкальная карьера
В возрасте 17 лет получила несколько наград за выступление на фестивале National Performing Arts Festival в Нью-Йорке, где была замечена музыкальным продюсером Фрэнком Дилео, который предложил ей сотрудничество. Под его руководством Маника впоследствии выпустила несколько синглов. В 2009 был выпущен «Boyz R Dumb», а в 2011 году совместно с Лил Твистом она записала «Just Can’t Let You Go». В том же году она работала совместно с CeCe Sammy, с которой познакомилась через их общего друга.
Её менеджер Дилео умер в 2011 году после кардиохирургии. В 2012 году она выступала на разогреве One Direction во время их североамериканского тура Up All Night Tour. В 2012 году Маника выступила на радиостанции KIIS-FM в передаче Wango Tango. В 2013 году Маника выпустила свой одноимённый дебютный альбом Manika, отдельно от которого вышли синглы «Good Girls» и «My Way».
В интервью 2011 года для журнала Latina, в качестве певиц оказавших на неё влияние Маника назвала Аврил Лавинь, Пинк и Аланис Мориссетт.
В 2014 году Маника выпустила свой четвёртый сингл «Vegas Party». Она исполняла эту песню в ночных клубах Лас-Вегаса, включая Hakkasan nightclub в MGM Grand и Light nightclub в Мандалай-Бэй. В 2015 году Маника выпустила сингл «B.Y.O.Bugatti», который достиг 12 места в Billboard. Также она выступила на фестивале Wine Amplified music festival в Лас-Вегасе. Позже, в том же году, был выпущен сингл «I Might Go Lesbian», записанный в совместно с Tyga.

## Дискография

### Альбом
- MANIKA (2013)

### EP
- The Middle of Hollywood

### Синглы
- «Just Can’t Let You Go (совместно с Lil Twist[англ.])» (2011),[18] 21 место в Hot Single Sales[19]
- «Good Girls» (2012)[20]
- «My Way» (2013)[21]
- «Vegas Party» (2014)[22]
- «B.Y.O.Bugatti» (2015),[23] 12 место в Hot Single Sales[19]
- «I Might Go Lesbian (совместно с Tyga)» (2015)[24]